# Mario Aguilar Gallardo
Mario Aguilar Gallardo es un exfutbolista profesional chileno que se desempeñaba como defensa. Se destaca su etapa en Universidad Católica, donde festejó el título de 1966.

## Trayectoria
En Universidad Católica, Aguilar compartió con jugadores como Néstor Isella, Eleodoro Barrientos, Freddy León, Hugo Cicamois, Fernando Ibáñez, René Hormazábal, Alberto Jeria, Osvaldo Pesce, Esteban Varas, Juan Barrales, Armando Tobar y Julio Gallardo.
En la temporada 1966, en la cual se consagró campeón junto a su equipo, estuvo presente en 2 encuentros. En la temporada siguiente, su participación fue mayor. Jugó en 11 ocasiones y convirtió un gol. En el equipo de reservas, el defensor fue parte del tetracampeonato obtenido en la categoría entre 1964 y 1967, resaltando su participación en la ediciones 1964 y 1965.
Posteriormente, Aguilar se desempeñó en Everton en 1968, donde jugó en 15 partidos, y 1969, temporada en la cual se hizo presente en 33 encuentros y convirtió 3 goles.

## Palmarés

### Torneos nacionales de reservas
| Título             | Equipo               | País  | Año  |
| ------------------ | -------------------- | ----- | ---- |
| Torneo de Reservas | Universidad Católica | Chile | 1964 |
| Torneo de Reservas | Universidad Católica | Chile | 1965 |

### Torneos nacionales
| Título           | Club                 | País  | Año  |
| ---------------- | -------------------- | ----- | ---- |
| Primera División | Universidad Católica | Chile | 1966 |